# Ādaži
Ādaži – miasto na Łotwie, stolica novadsu Ādaži. W 2015 roku miasto liczyło 6103 mieszkańców. Kod pocztowy miejscowości to LV-2164.
Od 2017 r. stacjonuje tam polska jednostka wojskowa w ramach wschodnich sił NATO.